# Laura Rothenberg
Laura Rothenberg (ur. 3 lutego 1981, zm. 20 marca 2003) – amerykańska pamiętnikarka, autorka książki Breathing for a Living, opowiadającej o jej walce z mukowiscydozą.

## Życiorys
Była córką Jona Rothenberga i Mary zd. Sinclair, wnuczką Henry’ego Johna Sinclaira, 2. barona Pentland. Dorastała w Nowym Jorku. Uczęszczała do The Chapin School na Manhattanie, a następnie studiowała na Brown University. W wieku 20 lat przeszła podwójny przeszczep płuc
Była autorką książki Breathing for a Living, opowiadającej o jej walce z mukowiscydozą oraz audiobooka My So-Called Lungs: A Young Girl's Diary of Living with Dying from Cystic Fibrosis, który został wyemitowany przez NPR 5 sierpnia 2002.
Zmarła 20 marca 2003 w wieku 22 lat.